# دراغان ميهايلوفيتش
دراغان ميهايلوفيتش هو لاعب كرة قدم سويسري من أصل بوسني في مركز الظهير الأيمن ولد في يوم 22 أغسطس 1991 في بلدة بيتروفو في البوسنة والهرسك. يلعب حالياً مع نادي أبويل وسبق له اللعب مع نادي بيلينزونا ونادي كياسو ونادي لوغانو.